# Emma Corrin
Emma-Louise Corrin (Royal Tunbridge Wells, 13 de dezembro de 1995) é intérprete das artes cênicas  do Reino Unido. Recebeu aclamação ao interpretar a jovem Diana, Princesa de Gales na quarta temporada da série dramática The Crown, da Netflix, no qual ganhou um Globo de Ouro e uma indicação ao Primetime Emmy Awards. Também protagonizou os filmes de romance de 2022 My Policeman e Lady Chatterley's Lover, além da minissérie de mistério de 2023 A Murder at the End of the World.

## Biografia
Emma-Louise Corrin nasceu em Royal Tunbridge Wells, Inglaterra. Seu pai, Chris Corrin, é empresário, enquanto sua mãe, Juliette Corrin, trabalha como fonoaudióloga na África do Sul. Corrin tem dois irmãos mais novos: Richard e Jonty.
Emma frequentou a Roman Catholic Woldingham School em Surrey, um internato só para meninas, onde desenvolveu seu interesse por atuação e dança. Corrin fez um ano sabático, durante o qual fez um curso de Shakespeare na Academia de Música e Arte Dramática de Londres e se ofereceu como docente em uma escola em Knysna, África do Sul. Emma estudou teatro na Universidade de Bristol, mas deixou para estudar Educação, Inglês, Drama e Artes na St John's College, Cambridge.

## Vida pessoal
Em julho de 2021, Corrin se assumiu como uma pessoa queer e adicionou "they/them" como pronomes, em sua conta do Instagram. Emma reivindica a não binariedade. Relaciona-se amorosamente com Rami Malek desde 2024.

## Filmografia

### Filmes
| Ano  | Título                  | Papel           | Notas          |
| ---- | ----------------------- | --------------- | -------------- |
| 2017 | Cesare                  | Mica            |                |
| 2018 | Alex's Dream            | Beth            | Curta-metragem |
| 2020 | Misbehaviour            | Jillian Jessup  |                |
| 2022 | My Policeman            | Marion Taylor   |                |
| 2022 | Lady Chatterley's Lover | Lady Chatterley |                |
| 2023 | Good Grief              | Jovem Artista   | Cameo          |
| 2024 | Deadpool & Wolverine    | Cassandra Nova  |                |
| 2024 | Nosferatu               | Anna Harding    |                |
| TBA  | 100 Nights of Hero      | Hero            | Pós-produção   |

### Televisão
| Ano  | Título                           | Papel                    | Notas                         |
| ---- | -------------------------------- | ------------------------ | ----------------------------- |
| 2019 | Grantchester                     | Esther Carter            | 1 episódio                    |
| 2019 | Pennyworth                       | Esme Winikus             | 4 episódios                   |
| 2020 | The Crown                        | Diana, Princesa de Gales | Papel principal; 4ª temporada |
| 2022 | Ten Percent                      | Ela mesma                | Convidada                     |
| 2024 | A Murder at the End of the World | Darby Hart               | Papel principal               |
| 2025 | Black Mirror                     | Dorothy                  | Episódio: Hotel Reverie       |

## Prêmios e indicações

#### Globo de Ouro
| Ano  | Categoria                       | Indicação | Notas  |
| ---- | ------------------------------- | --------- | ------ |
| 2021 | Melhor Atriz em Série Dramática | The Crown | Venceu |

#### SAG Awards
| Ano  | Categoria                        | Indicação | Notas    |
| ---- | -------------------------------- | --------- | -------- |
| 2021 | Melhor Atriz em Série Dramática  | The Crown | Indicado |
| 2021 | Melhor Elenco em Série Dramática | The Crown | Venceu   |

#### Critics' Choice Television Awards
| Ano  | Categoria                       | Indicação | Notas  |
| ---- | ------------------------------- | --------- | ------ |
| 2021 | Melhor Atriz em Série Dramática | The Crown | Venceu |

#### Satellite Awards
| Ano  | Categoria                             | Indicação | Notas    |
| ---- | ------------------------------------- | --------- | -------- |
| 2021 | Melhor Atriz Coadjuvante em Televisão | The Crown | Indicado |

#### MTV Movie & TV Awards
| Ano  | Categoria               | Indicação | Notas    |
| ---- | ----------------------- | --------- | -------- |
| 2021 | Melhor Atuação em Série | The Crown | Indicado |